# Kéktorkú ara
A kéktorkú ara (Ara glaucogularis) a madarak osztályának papagájalakúak (Psittaciformes) rendjébe és a papagájfélék (Psittacidae) családjába tartozó faj.

## Rendszerezése
A fajt Roberto Dabbene olasz-argentin ornitológus írta le 1921-ben.

## Előfordulása
Bolívia területén honos. Az ország északi részén, egy viszonylag kis területen fordul elő. Természetes élőhelyei a szubtrópusi és trópusi síkvidéki esőerdők és szavannák, valamint vidéki kertek. Állandó, nem vonuló faj.

## Megjelenése
Testhossza 85 centiméter, szárnyfesztávolsága 90-100 centiméter, testtömege 600-800 gramm, csőre 5,5 centiméter hosszú. Homloka, feje teteje és háti felülete zöldeskék, hasi felülete sötétebb, inkább narancssárga árnyalatú. Pofafoltja valamivel kisebb, dísztollacskái jóval vastagabbak, mélyzöld színűek. Toroksávja szélesebb, kék színű és karéjalakban a fültájékig terjed.
|  |

## Életmódja
Többnyire párban, vagy kis csapatokban fordul elő, lehetőleg vízközelben. Tápláléka a pálmafák ragacsos, édes termése, és egyéb gyümölcsök, magvak, bogyók, virágok, rovarok és azok lárvái.

## Szaporodása
Az őszi hónapokban, élő, vagy kihalt pálmafák üregeiben kotlik, fészekalja 2-3 tojás. Kotlási idő 28 nap.

## Természetvédelmi helyzete
A legnagyobb veszélyt az élőhelyének pusztulása jelenti, mint oly sok más trópusi faj esetében. A kisebb rendelkezésre álló területen felerősödik a hasonló fészkelési helyre igényt tartó fajok versenye, amely továbbra sem kedvez a kisebb méretű papagájoknak. A tollakért való vadászat, valamint az illegális állatkereskedelem szintén nagyban felelőssé tehető azért, hogy a Természetvédelmi Világszövetség Vörös listáján súlyosan veszélyeztetett fajként szerepel. A vadon élő állományt mindössze 208-303 egyedre becsüli a szervezet.
Összehangolt tenyésztéssel próbálják meg megmenteni a fajt a teljes kipusztulástól. Európában az Európai Állatkertek és Akváriumok Szövetsége felügyelete alá tartozó Európai Veszélyeztetett Fajok Programja (EEP) keretében tenyésztik a faj egyedeit.
A fajmegmentési programnak köszönhetően állatkertekben tudják szaporítani a ritka fajt, jelenleg Európában nagyjából 160 egyed él az állatkertek nemzetközi nyilvántartása szerint. 
Magyarországon a Szegedi Vadasparkban látható először a kéktorkú ara állatkertben, 2014 tavasza óta. Ebben az intézményben sikerült Magyarországon először szaporítani is ezt a ritka papagájfajt, mivel 2022 tavaszán, amikor kettő fiókát sikerült felnevelni az állatkertben.

## Képek

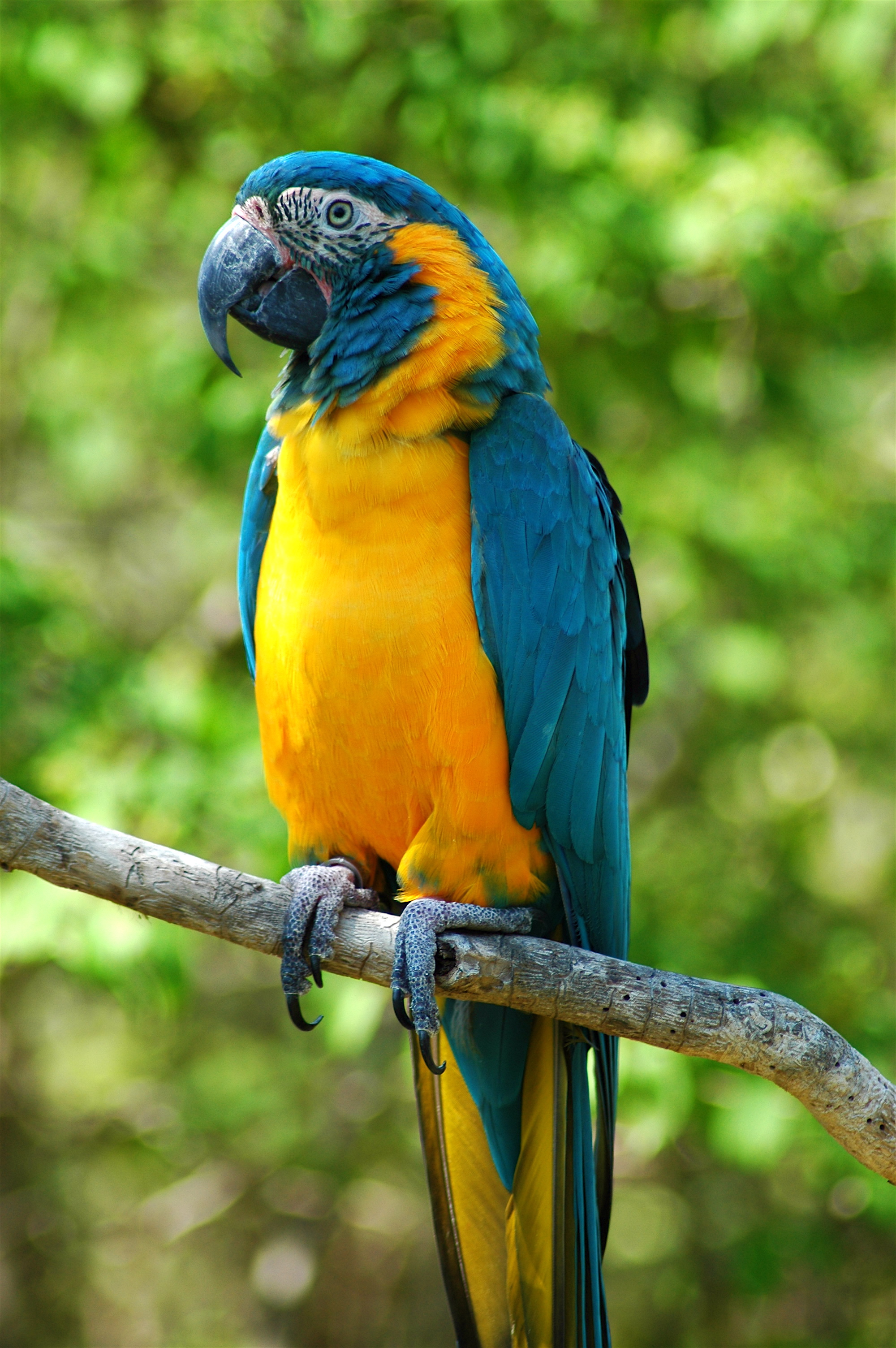
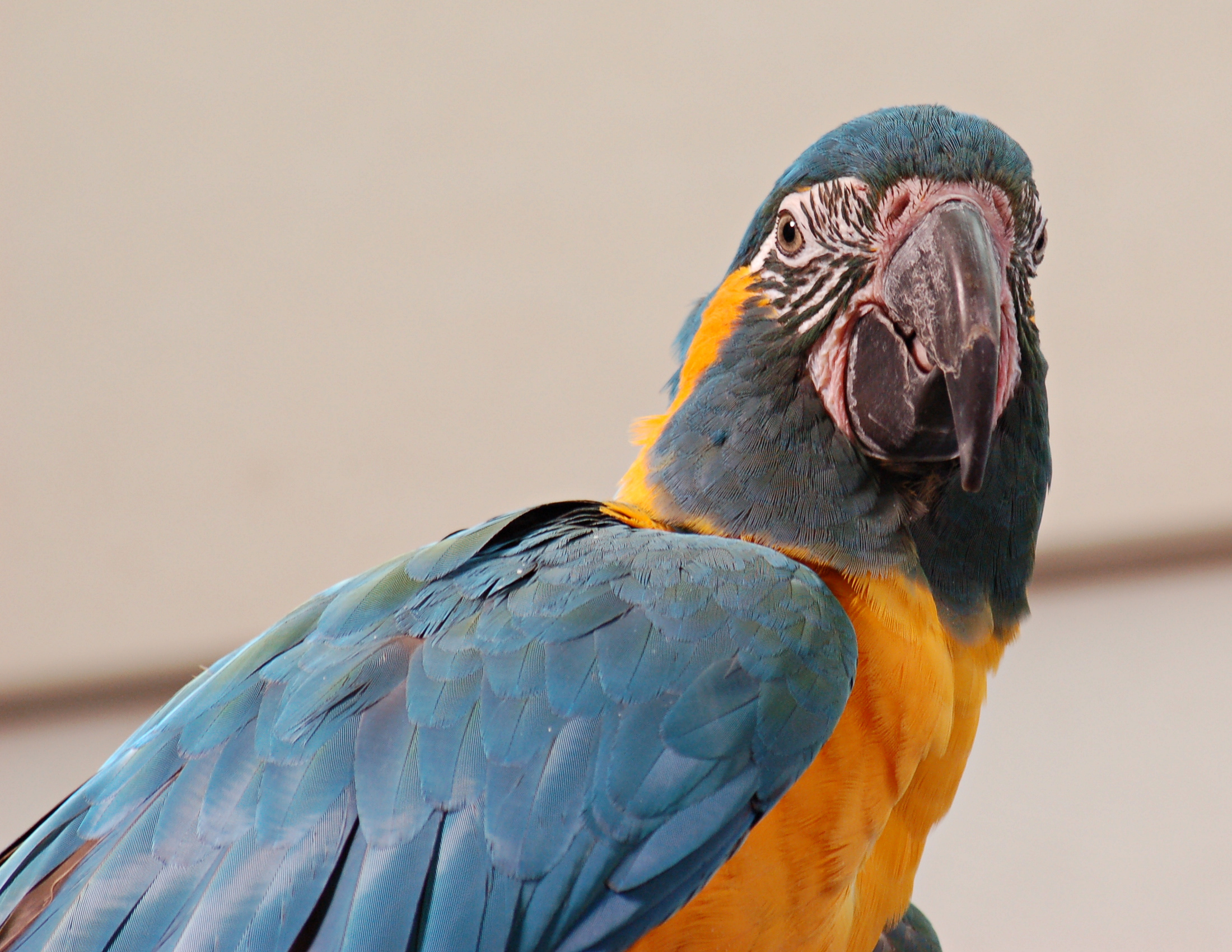